# Konzerthaus

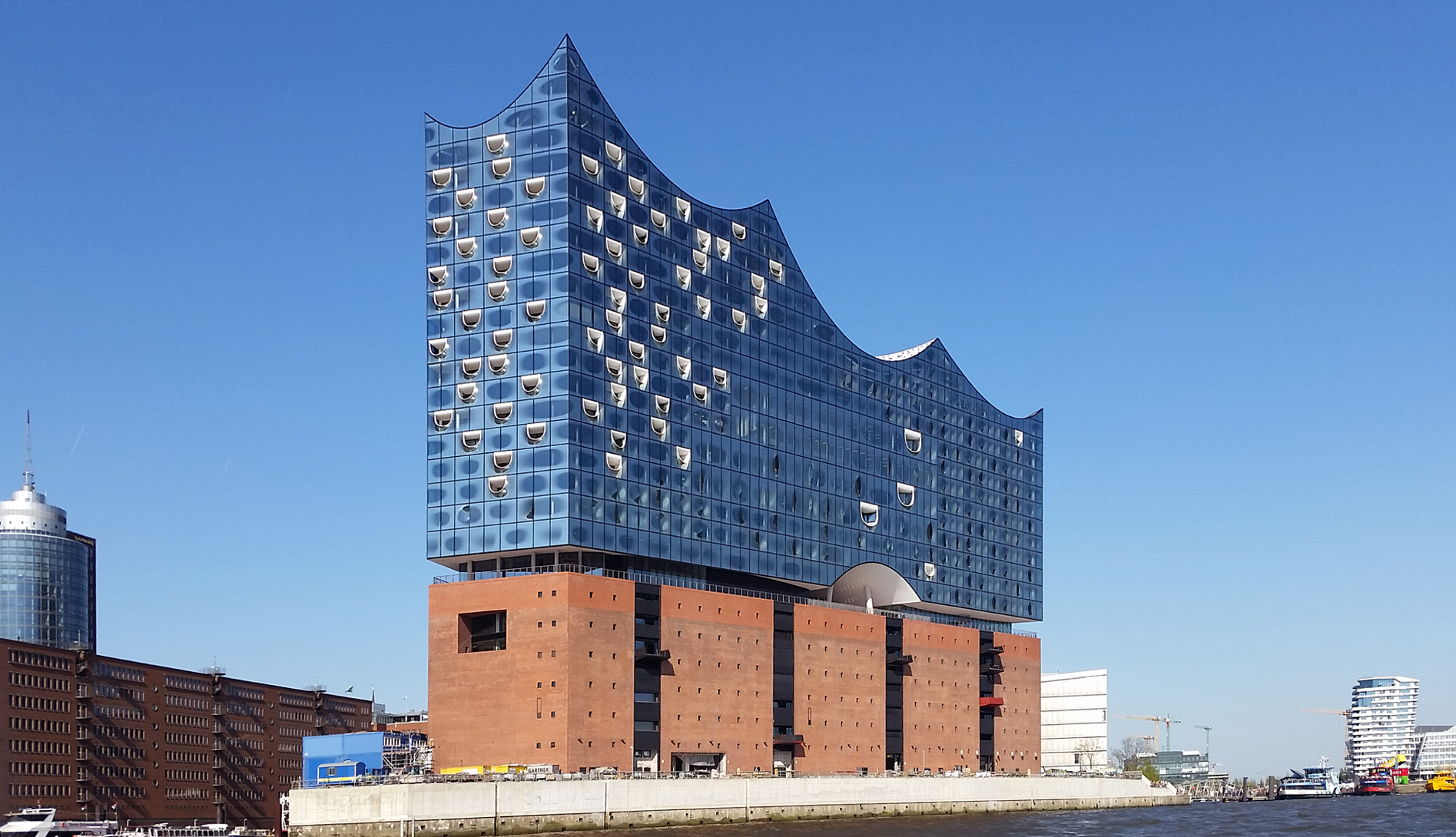
Die Elbphilharmonie in der HafenCity, Hamburg.

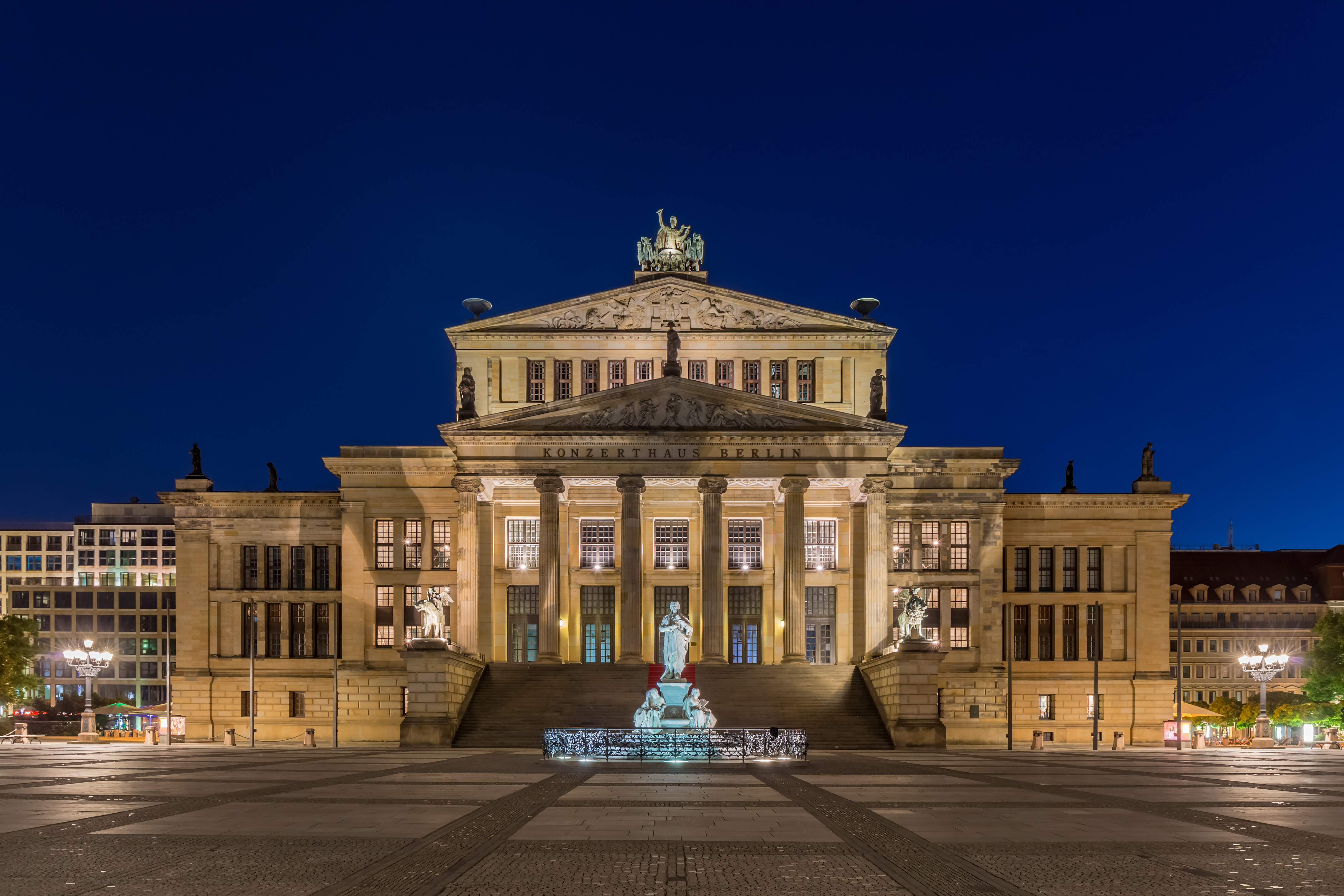
Das Berliner Konzerthaus am Gendarmenmarkt.

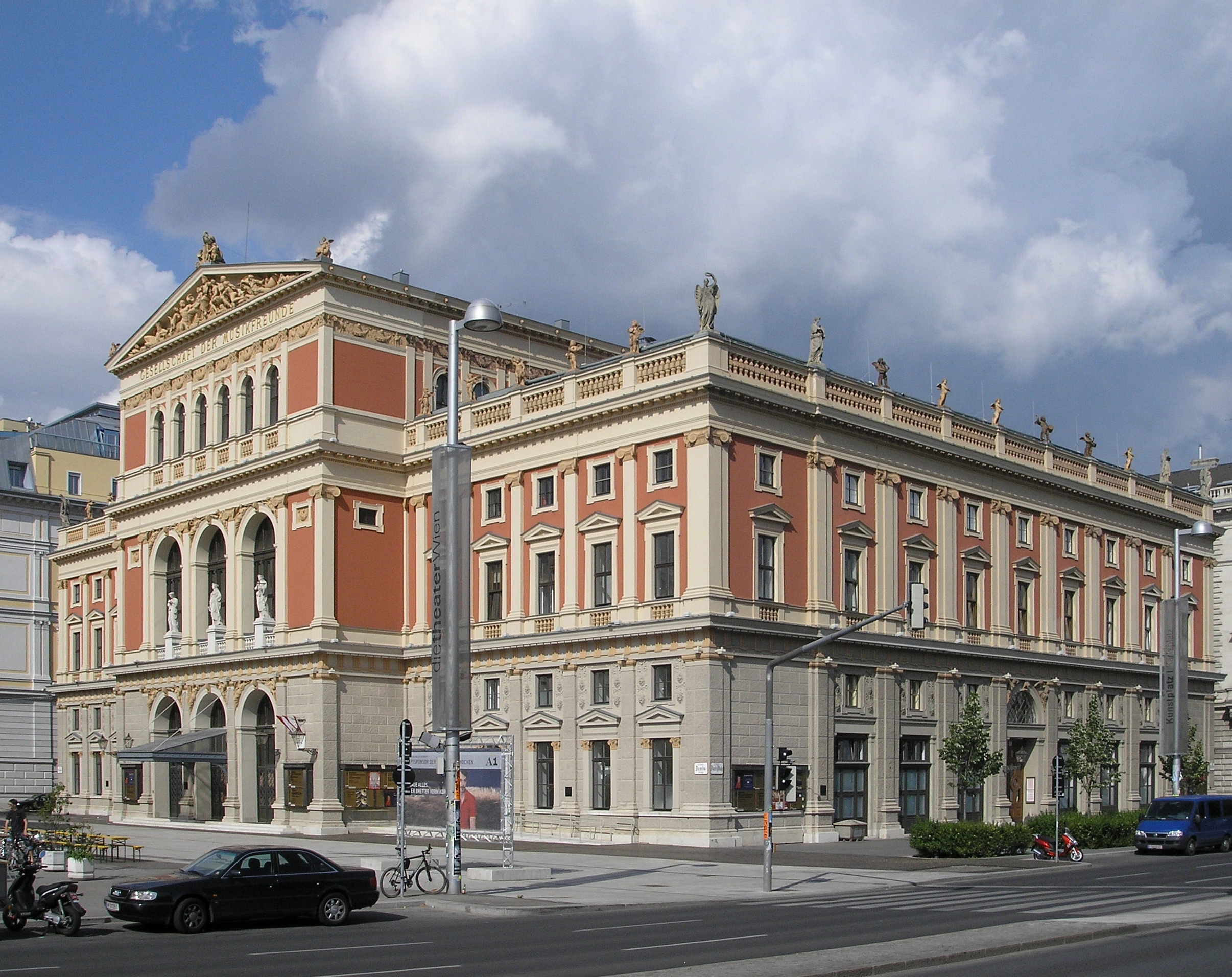
Der Wiener Musikverein – traditionell für seine gute Akustik gerühmt.

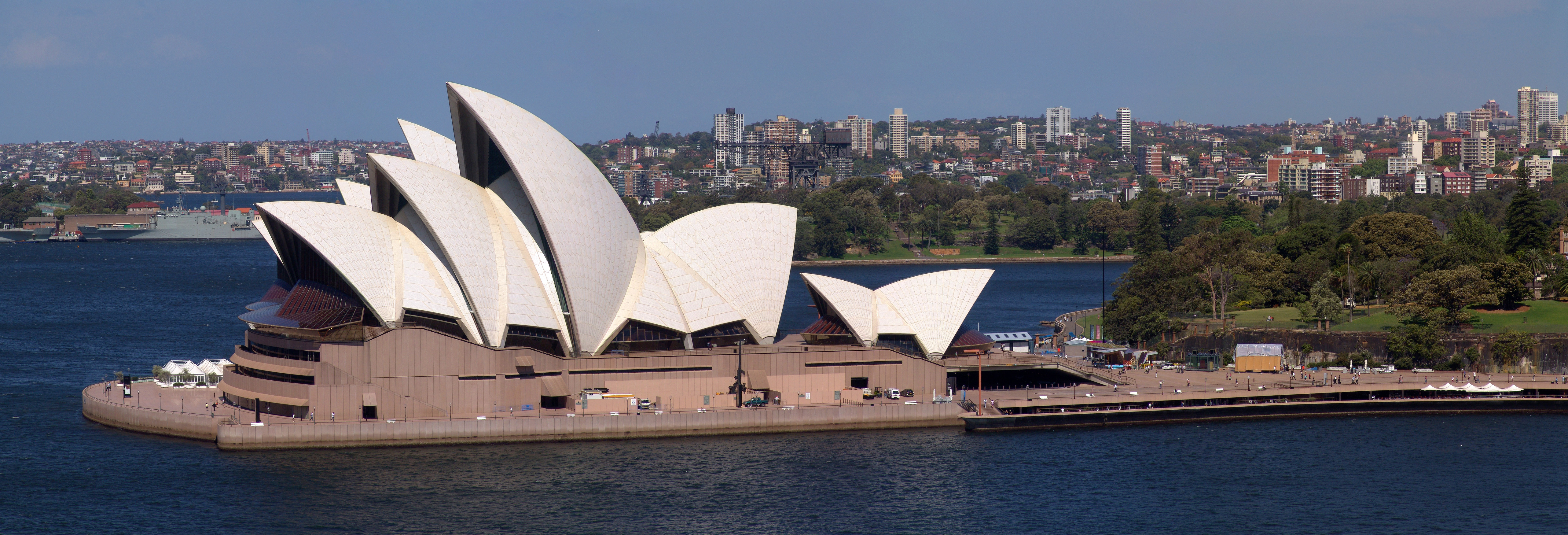
Das Dach des Sydney Opera House in Australien ist besonders markant

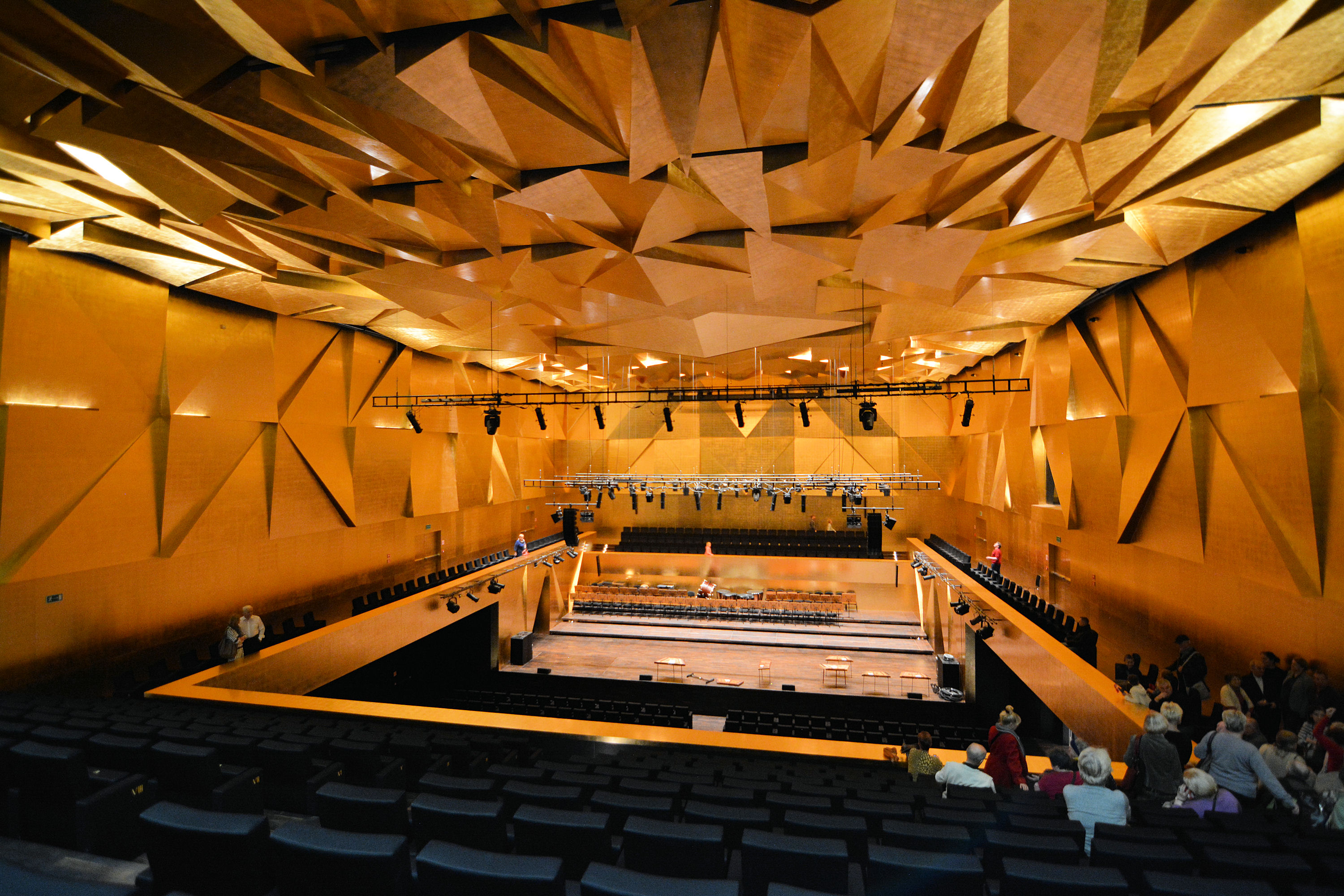
Der Konzertsaal der Philharmonie Stettin.

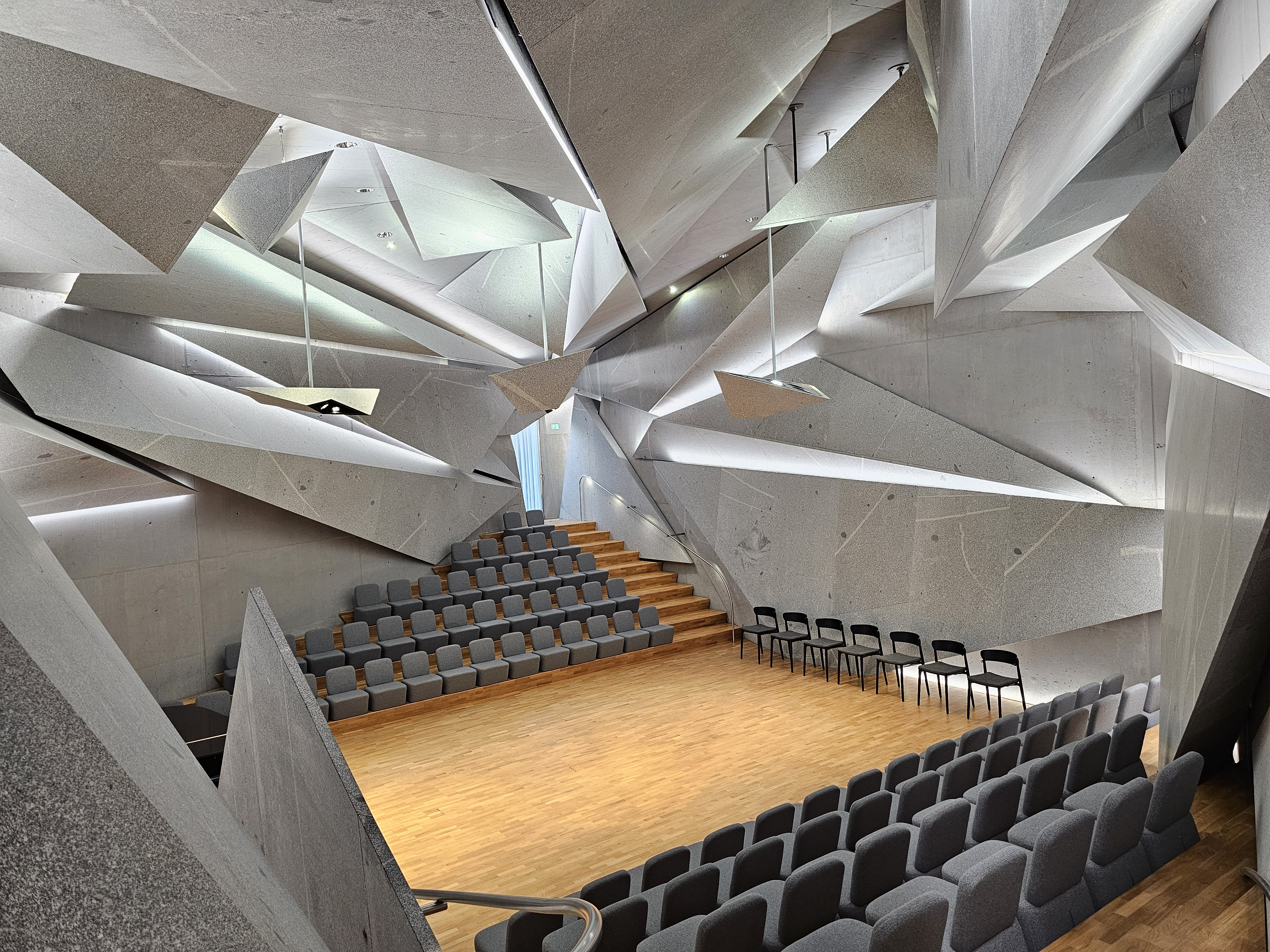
Der unterirdische Konzertsaal der Internationalen Musikbegegnungsstätte Haus Marteau in Lichtenberg.

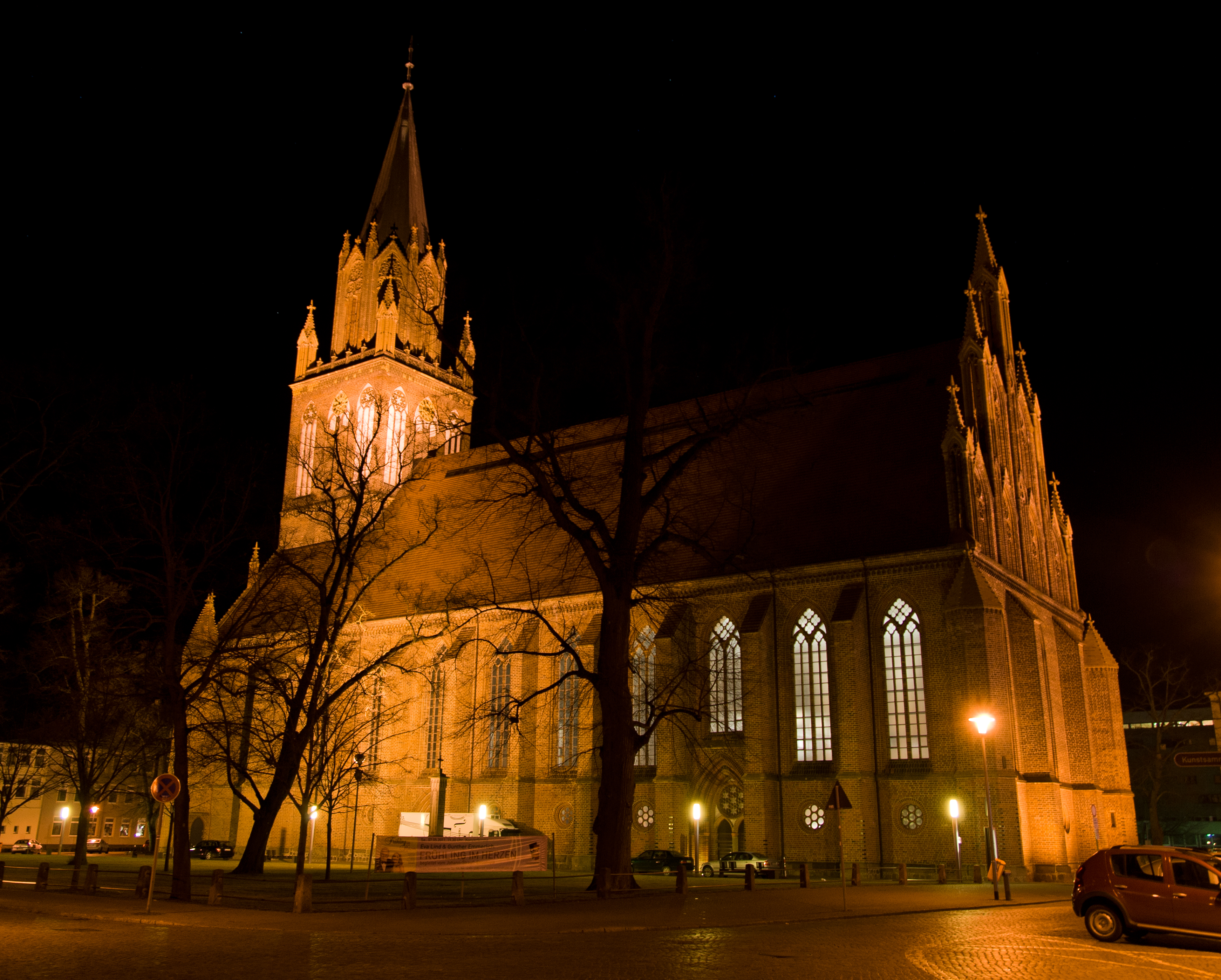
Die Konzertkirche Neubrandenburg, Spielstätte der Neubrandenburger Philharmonie.

Ein Konzerthaus ist ein Gebäude, das als Aufführungsstätte für Chor- und Instrumentalmusik im Rahmen von Konzerten dient. Viele größere Städte verfügen über eine so benannte Einrichtung. Den eigentlichen Raum, in dem die Aufführungen stattfinden, nennt man „Konzertsaal“.
Bei Konzertsälen lassen sich zwei klassische Formen unterscheiden: die rechteckige „Schuhschachtel (shoebox)“ wie beim Wiener Musikverein und den ovalen, terrassenförmigen „Weinberg (vineyard)“ wie in der Berliner Philharmonie.
Die Raumakustik zahlreicher Säle muss oder musste nachträglich optimiert werden. Heinrich Keilholz war ein anerkannter Experte auf diesem Bereich.
Konzerthäuser tragen im Deutschen oft auch die Namen Philharmonie oder Tonhalle.

## Bekannte Konzerthäuser
- Concertgebouw, Amsterdam
- Muziekgebouw, Amsterdam
- Megaro Mousikis, Athen
- Regentenbau, Bad Kissingen
- Festspielhaus, Baden-Baden
- L’Auditori, Barcelona
- Palau de la Música Catalana, Barcelona
- Stadtcasino, Basel
- Philharmonie, Berlin
- Konzerthaus (ehemaliges Schauspielhaus), Berlin
- Rudolf-Oetker-Halle, Bielefeld
- Symphony Hall, Birmingham
- Anneliese Brost Musikforum Ruhr, Bochum
- Beethovenhalle, Bonn
- Symphony Hall, Boston
- Die Glocke, Bremen
- Nationales Forum für Musik, Breslau
- Konzerthaus, Brügge
- Athenäum (Bukarest) Konzerthaus der Staatsphilharmonie George Enescu, Bukarest
- Konzerthalle im Steinfurter Bagno, Burgsteinfurt
- Orchestra Hall, Chicago
- Konzerthaus, Dortmund
- Kulturpalast, Dresden
- Semperoper, Dresden
- Tonhalle, Düsseldorf
- Mercatorhalle, Duisburg
- Muziekgebouw / Muziekcentrum Frits Philips, Eindhoven
- Saalbau, Essen
- Alte Oper, Frankfurt am Main
- Konzerthaus, Freiburg im Breisgau
- Victoria Hall, Genf
- Händel Halle, Halle (Saale)
- Elbphilharmonie, Hamburg
- Laeiszhalle (ehemals Musikhalle), Hamburg
- Kuppelsaal, Hannover
- Leibnizsaal, Hannover
- NDR Konzerthaus, Hannover
- Finlandia-Halle, Helsinki
- Musiikkitalo, Helsinki
- Stadthalle, Kassel
- Myūza Kawasaki Symphonic Hall, Kawasaki
- Philharmonie, Köln
- Konzerthaus Kopenhagen, Kopenhagen
- Philharmonie, Krakau
- Casals Forum, Kronberg im Taunus
- Gewandhaus Leipzig
- Brucknerhaus, Linz
- Cadogan Hall, London
- Royal Albert Hall, London
- Wigmore Hall, London
- Walt Disney Concert Hall, Los Angeles
- Philharmonie, Luxembourg
- Konzertsaal (KKL), Luzern
- Musik- und Kongresshalle, Lübeck
- Slowenische Philharmonie, Ljubljana
- Auditorio Nacional de Música, Madrid
- Teatro Monumental, Madrid
- Moskauer Konservatorium, Moskau
- International House of Music, Moskau
- Gasteig, München
- Herkulessaal, München
- Konzertkirche Neubrandenburg, Neubrandenburg
- Carnegie Hall, New York
- Meistersingerhalle, Nürnberg
- Concert Hall, Oslo
- Konzertsaal, Palanga
- Philharmonie, Paris
- Salle Pleyel, Paris
- Rudolfinum, Prag
- Stadthalle, Reutlingen
- Konzerthaus Harpa, Reykjavík
- Auditorium Parco della Musica, Rom
- Philharmonie, Sankt Petersburg
- Concert Hall, Sapporo
- Shanghai Concert Hall, Shanghai
- Achteckhaus, Sondershausen
- Philharmonie Stettin, Stettin
- Berwaldhalle, Stockholm
- Konserthuset, Stockholm
- Liederhalle, Stuttgart
- Opera House, Sydney
- Talar-e Rudaki Opern- und Konzerthaus, Teheran
- Suntory Hall, Tokio
- Roy Thomson Hall, Toronto
- Festhalle, Viersen
- Nationalphilharmonie, Warschau
- Kennedy Center, Washington
- Weimarhalle, Weimar
- Musikverein, Wien
- Konzerthaus, Wien
- Kurhaus, Wiesbaden
- Stadthalle, Wuppertal
- Concert Hall, Xinghai
- Tonhalle, Zürich